# Trichinium rotundifolium
Trichinium rotundifolium är en amarantväxtart som beskrevs av Ferdinand von Mueller. Trichinium rotundifolium ingår i släktet Trichinium och familjen amarantväxter. Inga underarter finns listade i Catalogue of Life.